# Chlorochaeta glauca
Chlorochaeta glauca là một loài bướm đêm trong họ Geometridae.